# Ross Edgar
Ross Edgar (ur. 3 stycznia 1983 w Newmarket) – brytyjski kolarz torowy startujący w konkurencji keirin, wicemistrz olimpijski, dwukrotny wicemistrz świata.
Dwukrotnie występował w igrzyskach olimpijskich – w 2004 roku, w Atenach zajął piąte miejsce w sprincie, a cztery lata później w Pekinie zdobył srebrny medal występując w keirin.